# Allmania
Allmania là chi thực vật có hoa trong họ Amaranthaceae.

## Hình ảnh

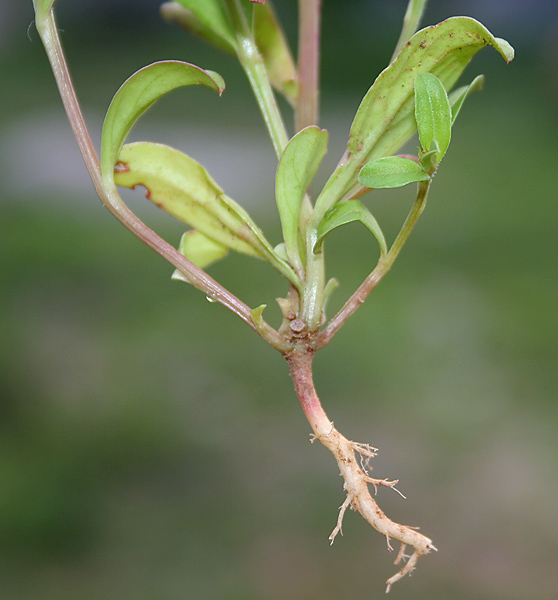
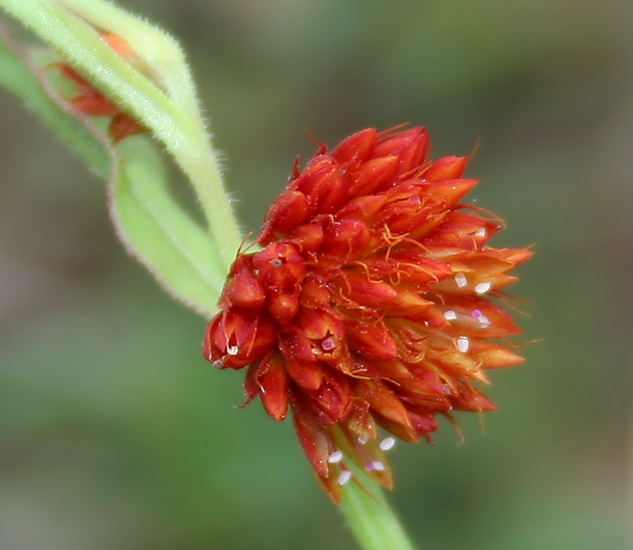